# Al-Hakim al-Tirmidhi
Al-Hakim al-Tirmidhi (mort en 910) ne doit pas être confondu avec Al-Tirmidhî (824-892), maître du hadith et auteur d'al-Jami.
'Al-Hakim al-Tirmidhi (arabe : الحكيم الترمذي), de son nom entier AbūʿAbd Allāh Muḥammad ibn ʿAlī al-Ḥakīm al-Tirmidhī al-Ḥanafī, aussi appelé Hakim Al-Awliyâ (« le sage parmi les saints »), né à une date inconnue à Tirmidh (actuelle Termez, en Transoxiane) mort vers 930, est un mystique de la première époque du soufisme.
Il est connu en particulier pour son ouvrage intitulé Le Sceau des Saints, mais c'est l'auteur prolifique, dont une douzaine d'ouvrages sont parvenus jusqu'à nous. 

## Éléments de biographie
Al-Tirmidhi est né à Tirmidh, au nord de la région historique du Khorassan à une date incertaine, peut-être entre 820 et 830. Il est né dans une famille de « théologiens », et son père était un traditionniste.
Il aurait étudié à Nichapour où il a peut-être été exilé (à cause de ses idées et de sa doctrine) — bien que cela semble peu probable du fait qu'un riche tombeau a été construit pour lui à Termez dès la période timouride. 
Quant au reste de sa vie, il est mal connu. On sait toutefois qu'il a été accusé de prétendre à la dignité de prophète, ce qui lui valut d'être dénoncé au gouverneur de Balkh et de connaître bien des épreuves. Selon un de ses élèves, il a été le disciple de Al Khidr, comme bien d'autre saints.
Il a été le compagnon de Abu Turab Al Nakhshabi, Ahmad Ibn Al Khadrawayh et Ibn Al Jalla'. Il a aussi eu des échanges avec Fakhr Al Din Al Razi.

## Œuvre
Al-Tirmidih est un mystique mais aussi un théologien et un spécialiste de la jurisprudence islamique et du hadith. Il a rédigé une œuvre considérable, puisqu'elle compte une soixantaine d'ouvrages qui représente quelque 6 000 folios, ce qui en fait un des auteurs les plus productifs de son temps.
Les grands thèmes de son œuvre sont imprégnés par la notion de sainteté, et l'auteur est le premier à formuler une théorie de la sainteté (walâya) en islam. Dans Le Sceau des Saints, il propose un dialogue entre un maître et différents disciples autour de la notion des amis (arabe: awliyâ, au singulier walî) de Dieu. L'action de ces personnages (arabe : walâya) complète celle des prophètes (arabe: risâla): tandis que les prophètes transmettent aux hommes le message de Dieu, les awliyâ sont directement tournés vers Dieu. Les deux catégories se trouvent donc sur le même plan, même si les saints ne transmettent pas de révélation nouvelle, car ils confirment celles reçues par les prophètes, et reçoivent leur message par un canal qui leur est propre.

#### Traductions
- Le Livre de la profondeur des choses  (Étude historique et thématique de l'œuvre d'al-Hakîm al-Tirmidhî suivie de la traduction par Geneviève Gobillot), Villeneuve-d'Ascq, Presses universitaires du Septentrion, coll. « Racines et modèles », 2015 (1re éd. 1998), 306 p. (ISBN 978-2-757-41157-5)
- Le Livre des nuances Ou De l'impossibilité de la synonymie  (commentée précédée d'une étude des aspects historiques, thématiques et linguistiques du texte, par Geneviève Gobillot), Paris, Librairie orientaliste Paul Geuthner, 2006, 570 p. (ISBN 978-2-705-33769-8)
- Les sept degrés spirituels  (trad. Mohamed Aoun), Iqra, 2000, 128 p. (ISBN 978-2-911-50933-9)
- Osman Yahya, Le sceau des saints, Beyrouth, Imprimerie catholique, coll. « Recherches » (no XIX), 1965
- Le sceau des saints  (trad. et  présentation (p. 9-49) Slimane Rezki), Paris, Albouraq, 2005, 248 p. (ISBN 978-2-841-61235-2, présentation en ligne)
- Exposé de la différence entre la poitrine, le cœur, le tréfonds et la pulpe  (trad. introduction, annotations de Isitan IBRAHIM), Paris, Albouraq, 2002, 203 p. (ISBN 2-841-61188-4)
- (en) Bernd Radtke et John O'Kane (contient al-Tirmidhi’s autobiography ; The Life of the Friends of God), The Concept of Sainthood in Early Islamic Mysticism. Two Works by Al-Hakim al-Tirmidhi, An Annotated Translation with Introduction, Londres - New York, Routledge, 2013 (1re éd. 1996), XI, 282 (ISBN 978-1-315-02668-8, lire en ligne).

#### Études
- Michel Chodkiewicz, Le Sceau des saints. Prophétie et sainteté dans la doctrine d'Ibn Arabi, Paris, Gallimard, coll. « TEL », 2012 (1re éd. 1986), 269 p. (ISBN 978-2-070-13795-4).
- Geneviève Gobillot, « Éthique et spiritualité en islam à travers la pensée d'al-Hakîm al-Tirmidhî. Le Sage de Tirmidh, mystique khurâsânien (m. 318/930) », Revue d'éthique et de théologie morale, no 245,‎ mars 2007, p. 33-59 (lire en ligne).
- (en) Bernd Radtke, « A Forerunner of Ibn al-‘Arabî: Hakîm Tirmidhî on Sainthood », Journal of the Muhyiddin Ibn Arabi Society, vol. VIII,‎ 1989 (lire en ligne)
- (en) Bernd Radtke, « ḤAKIM TERMEḎI », sur iranicaonline.org, Encyclopædia Iranica, 2003, màj 2012 (consulté le 5 juin 2022).
- Dominique Urvoy, Histoire de la pensée arabe et islamique, Paris, Seuil, 2006, 676 p. (ISBN 978-2-020-49041-2), p. 223-229; 523.